# Manoir de Peccadeuc
Le manoir de Peccadeuc est un édifice situé à Carentoir en France.

## Localisation
Le manoir est situé sur le territoire de la commune déléguée de Carentoir, au lieu-dit Peccadeuc, dans le département du Morbihan en région Bretagne.

## Description
Le manoir date du XVIe siècle, édifice construit, dans une cour fermée, en moellons sans chaîne en pierre de taille de schiste à un étage carré. Toiture à longs pans recouverte d'ardoises, pignon couvert.

## Historique
Manoir mentionné depuis le début du XVe siècle ; construction du XVIe siècle dans une cour fermée. La chapelle Saint-Mathurin et le four à pain sont détruits.
Il est inscrit à l'inventaire général du patrimoine culturel.